# 謝萬壽
謝萬壽（1538年—？），字應祝，直隸順德府任縣人，民籍，明朝政治人物。

## 生平
嘉靖四十年（1561年）辛酉科順天鄉試第二十二名舉人，隆慶二年（1568年）中式戊辰科會試第三百三名，三甲第一百一十九名進士。三年（1569年）任祥符縣知縣。

## 家族
曾祖謝天祿；祖父謝朝用，判官；父謝沂，母趙氏。慈侍下。兄謝萬鍾（太醫院吏目）、謝萬寶，弟謝萬慶、謝萬言、謝萬紀。